# Nicola Tagliaferri
Nicola Tagliaferri (Firenze, 2 luglio 1913 – Cantà Mariam, 31 gennaio 1938) è stato un militare italiano, decorato con la medaglia d'oro al valor militare alla memoria nel corso delle grandi operazioni di polizia coloniale in Africa Orientale Italiana.

## Biografia
Nacque a Firenze il 2 luglio 1913, figlio di Adolfo e Emma De Vecchi. Studente in legge presso l'Università di Roma, interruppe gli studi per frequentare, volontariamente, dal 20 luglio 1933, il corso allievi ufficiali di complemento presso la Scuola di Moncalieri da cui uscì il 30 novembre dello stesso anno con il grado di sottotenente dell'arma di fanteria in forza al 78º Reggimento fanteria "Lupi di Toscana". Posto in congedo il 21 gennaio 1935, otto mesi dopo fu richiamato in servizio attivo e, destinato alle truppe mobilitate per le esigenze in Africa Orientale, si imbarcò a Napoli per la Somalia italiana a fine dicembre sbarcando a Mogadiscio il 2 gennaio 1936. Assegnato al IV Battaglione eritreo e comandato due mesi dopo ad accompagnare le truppe indigene destinate in Libia, sbarcò a Bengasi il 4 marzo. Dopo circa sette mesi di permanenza in Cirenaica, trasferito al XLI battaglione eritreo, ripartì da Tobruk per l'Africa Orientale Italiana il 7 ottobre. Promosso tenente prese parte con il suo battaglione alle grandi operazioni di polizia coloniale. Cadde in combattimento a Cantà Mariam il 31 gennaio 1938, e fu insignito della medaglia d'oro al valor militare alla memoria. Dopo la morte gli venne conferita dall'Università di Roma la laurea in giurisprudenza ad honorem.

### Fonti
1. ↑  Gruppo Medaglie d'Oro al Valore Militare 1965, p. 279.
2. 1 2 3 4 5 6 7  Combattenti Liberazione.
3. ↑   Medaglia d'oro al valor militare Tagliaferri, Nicola, su quirinale.it, Quirinale. URL consultato l'11 febbraio 2023.
4. ↑  Registrato alla Corte dei conti il 9 gennaio 1940,  registro 1 Africa Italiana, foglio 96.